# Trasporti in Groenlandia

Voli interni in Groenlandia (maggio 2010)

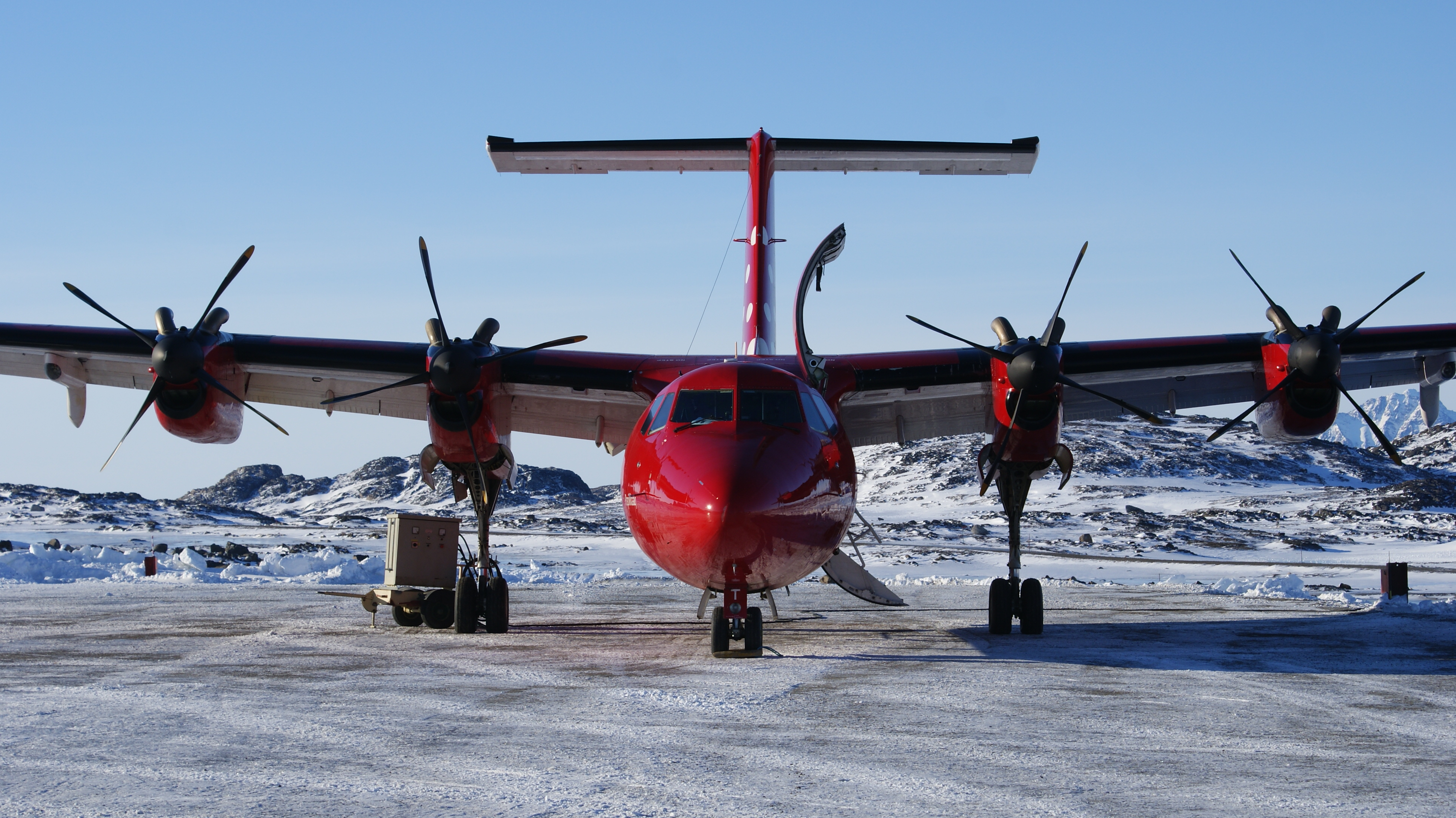
Un de Havilland Canada Dash 7 della Air Greenland che serve la rotta Kulusuk-Nuuk

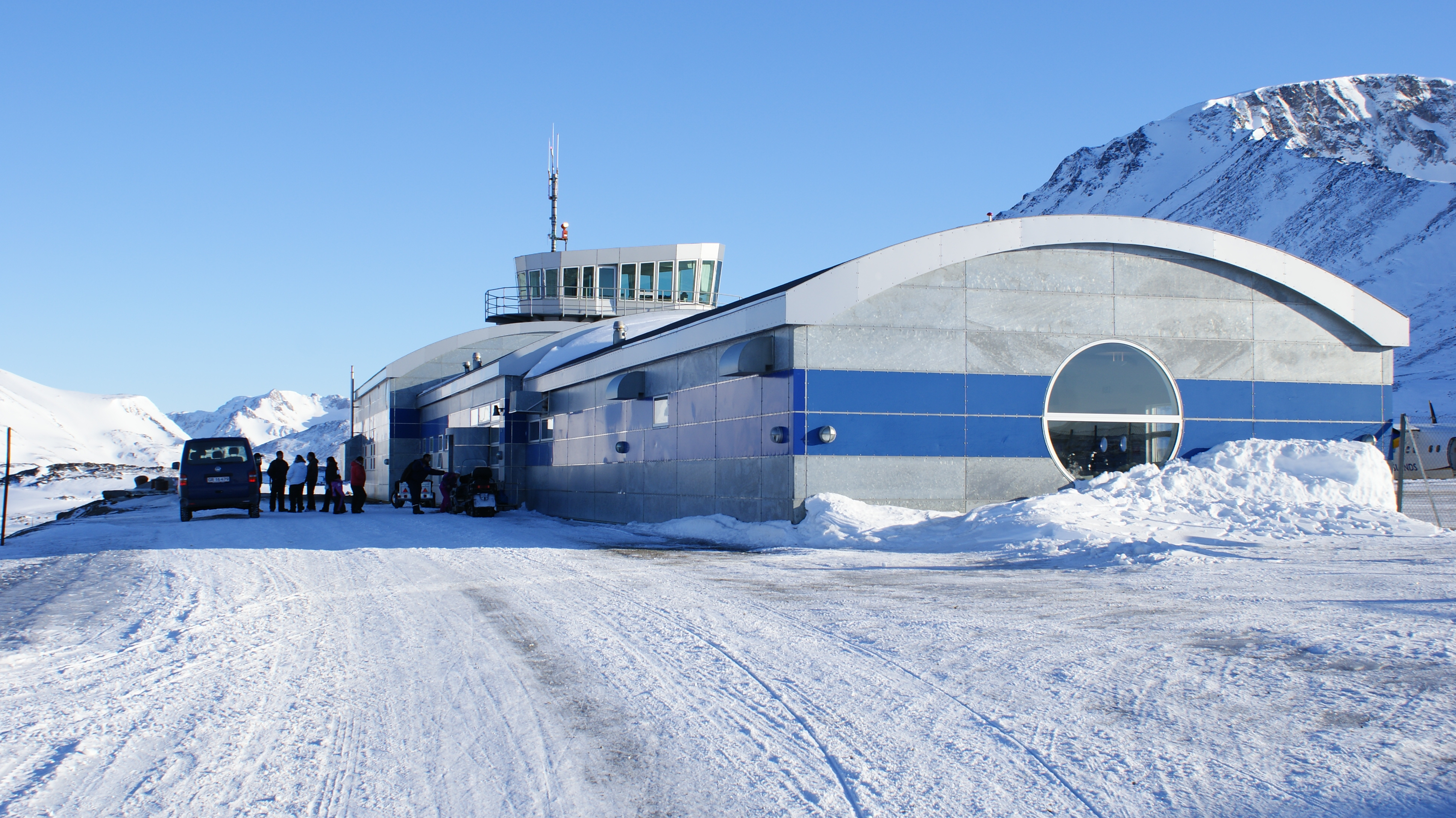
Aeroporto di Kulusuk

Il sistema di trasporti in Groenlandia è costituito da un totale di 150 km  di strade nell’intero paese; 60 km di strade sono asfaltate e non vi sono ferrovie né strade di connessione tra le città. Solamente due città sono collegate da una strada, Ivittuut e Kangilinnguit, mentre tutte le altre città sono collegate tramite acqua o aria. Appena fuori dai centri abitati gli abitanti viaggiano con propri mezzi: imbarcazioni, slitte a cani o motoslitte.
Non vi è servizio di navi passeggeri per il collegamento della Groenlandia alla terraferma. È perciò possibile raggiungere l'isola solo per via aerea o, durante la stagione estiva, viaggiare per nave con la Artic Umiaq Line, che fornisce una connessione tra gli aeroporti di Kangerlussuaq e Narsarsuaq e gli altri insediamenti della costa. La compagnia di bandiera, Air Greenland, fornisce collegamento frequente tramite aereo o elicottero sia tra gli insediamenti sia con l'Islanda e la Danimarca.
Storicamente i principali mezzi di trasporto sono le imbarcazioni lungo le coste del paese in estate e le slitte trainate dai cani in inverno, particolarmente nel nord e nell'est del paese. Ci sono dei porti a Kangerluarsoruseq, Kangerlussuaq (anche conosciuta con il suo nome danese Søndre Strømfjord), Nanortalik, Narsarsuaq, Nuuk (Godthåb) e Sisimiut.
A seguito della cessione del controllo operativo della Groenlandia agli Stati Uniti d'America da parte della Danimarca durante il periodo nel quale questa nazione fu occupata dalla Germania nella Seconda guerra mondiale, furono costruiti sull'isola alcune basi militari (successivamente rivendicate per decenni) e aeroporti. I primi aeroporti furono quello di Narsarsuaq e l'aeroporto di Kangerlussuaq, costruiti dalle forze di difesa statunitensi durante la seconda guerra mondiale. Nel 1965 una serie di eliporti venne edificata in ciascuna città del paese. Successivamente vennero sviluppati gli aeroporti di Nuuk (1979) e di Ilulissat (1983), e quindi nella maggioranza dei territori costieri.
Il più grande di questi aeroporti, Bluie West Eight, è stato rinominato aeroporto di Kangerlussuaq ed era l'aeroporto internazionale per i viaggi verso la Groenlandia, dato che era l'unico a possedere una pista grande a sufficienza per l'atterraggio dei jumbo jet. Adesso l'Aeroporto di Nuuk  viene usato per i voli internazionali. Un tempo le autorità statunitensi sostennero l'idea della costruzione di una strada da Kangerlussuaq al secondo maggior aeroporto, a Narsarsuaq, diverse centinaia di chilometri verso sud, ma il progetto fu abbandonato in seguito agli studi di fattibilità.
La Groenlandia possiede un totale di 18 piste aeree, 14 delle quali asfaltate. I voli interni sono operati dalla Air Greenland, il cui nome fu inglesizzato nel 2002 dal corrispettivo in danese Grønlandsfly. Alla data del 2011, i collegamenti internazionali sono limitati a tre voli settimanali da Copenaghen a Kangerlussuaq e Narsarsauq con la compagnia Air Greenland. Icelandair effettua voli da Reykjavík a Narsarsuaq e offre viaggi giornalieri verso l'area "meno abitata" da Reykjavík a Kulusuk sulla costa orientale. Negli anni, il traffico passeggeri per via aerea è passato da 15.000 nel 1965 a 427.000 nel 2010.
La Groenlandia, così come le Isole Faroe, sono parte integrante del Regno di Danimarca ma non fanno parte dell'Unione europea grazie al loro statuto autonomo. Trova quindi applicazione una disciplina differente per quanto riguarda i documenti di viaggio e la copertura sanitaria. Una patente di guida europea è riconosciuta, ma non vale la copertura sanitaria. I servizi di emergenza sono garantiti per mezzo del numero 112, ma viene in seguito richiesto il rimborso delle spese per i trattamenti medici ricevuti.